# ميغيل أنخيل أوتشوا
ميغيل أنخيل أوتشوا (بالإسبانية: Miguel Ángel Ochoa Vaca)‏ (29 سبتمبر 1944 في إسبانيا - ) هو لاعب كرة قدم إسباني في مركز الدفاع. شارك مع منتخب كاتالونيا لكرة القدم. أما مع النوادي، فقد لعب مع إسبانيول.

## وصلات خارجية
- ميغيل أنخيل أوتشوا على موقع قاعدة بيانات كرة القدم.إي يو (الإنجليزية)
- ميغيل أنخيل أوتشوا على موقع أوليمبيديا (الإنجليزية)